# 沃爾尼茨河
48°42′57″N 10°47′1″E / 48.71583°N 10.78361°E

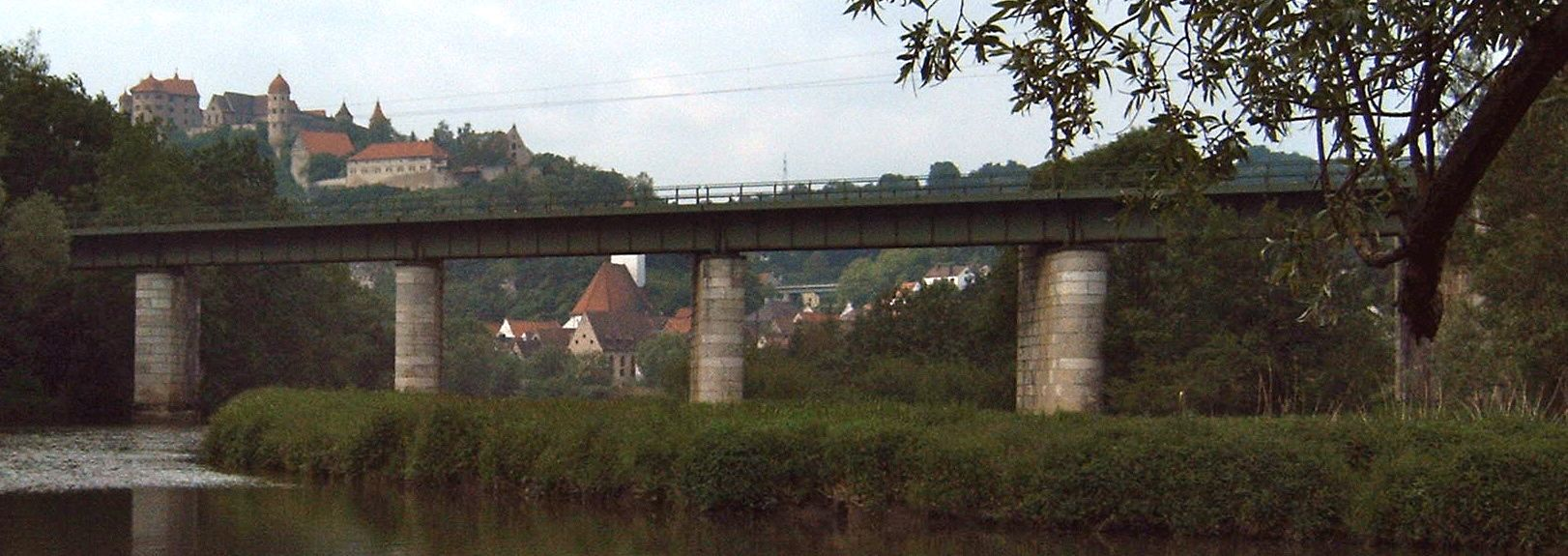

沃爾尼茨河（德語：Wörnitz）是德國的河流，位於巴伐利亞，屬於多瑙河的左支流，河道全長132公里，發源自希灵斯菲斯特，河口處在多瑙沃特。